# Demon (groupe)
Pour les articles homonymes, voir Démon.
Demon est un groupe de rock britannique, originaire de Leek, Staffordshire, en Angleterre.

## Biographie
Demon est formé en 1976 par le chanteur Dave Hill et le guitariste Malcolm Spooner qui attirent leurs premiers publics du mouvement New wave of British heavy metal en 1980. Les deux membres sont complétés par Les Hunt (guitare rythmique), Chris Ellis (basse) et John Wright (batterie). Carrere Records les fait rapidement signer pour compléter leur collection de groupes de heavy metal. Leur premier album, Night of the Demon, est publié en 1981. Après leur second album The Unexpected Guest en 1982, le groupe expérimente par-delà le son de la NWOBHM et oriente le groupe dans des directions plus mélodiques tout en conservant leur style traditionnel. Avec le déclin de la NWOBHM, Demon change de direction musicale.
The Plague (1983) est leur dernier album pour Carrere, et marque un tournant vers un son plus progressif. Le groupe change aussi de direction au niveau des paroles, changeant alors vers un style plus ouvertement politique pour caractériser leurs albums du reste de leur carrière. L'album suivant, influencé par Pink Floyd, British Standard Approved (1984) sorti sous le petit label indépendant Clay, n'est pas un succès commercial et la mort tragique de Malcolm Spooner plus tard cette année-là pouvait laisser entendre que le groupe s'arrêterait là. Cependant, Heart of our Time (1985) montre que les membres restants du groupe étaient déterminés à continuer et fut le début d'un nouveau partenariat d'écriture entre Dave Hill et Steve Watts (au clavier), et bien que l'album est vu comme le plus pauvre de ceux du groupe, il pave la route pour Breakout (1987) acclamé par la critique, et l'album suivant Taking the World By Storm (1989). Le groupe continue de sortir quelques albums dans les années 1990 : Hold on to the Dream en 1991, et Blow Out en 1992, before avant sa séparation en 1992 qui, selon le chanteur et membre fondateur Dave Hill, était lié à la fatigue.
Hill se réunit avec de nouveaux membres en 2001, et publient un nouvel album, Spaced Out Monkey. Le groupe enregistre par la suite deux nouveaux albums incluant Better the Devil You Know (2005) et Unbroken, le 13 septembre 2012. Ces deux albums sont bien accueillis par la presse spécialisée, et le groupe se lance en tournée en Europe dans des festivals comme Bang Your Head !!! et le Sweden Rock aux côtés du chanteur Bob Catley en 2005.
Le groupe publie son douzième album, Unbroken, en septembre 2012, et annonce plusieurs concerts pour sa promotion. Le groupe est annoncé au Sweden Rock Festival en juin, et au Headbangers Open Air en juillet.

## Membres

### Membres actuels
- Dave Hill – chant (1979–1992, depuis 2001)
- Ray Walmsley – basse (depuis 2012), guitare (1997–2011)
- Karl Waye – clavier (2001, depuis 2012)
- Neil Ogden – batterie, percussions (depuis 2002)
- David Cotterill – guitare (depuis 2007)
- Paul Hume – guitare (depuis 2012)

### Anciens membres
- Paul Riley – basse (1979–1980)
- John Wright – batterie, percussions (1979–1987)
- Clive Cook – guitare (1979–1980)
- Mal Spooner – guitare (1979–1984 ; décédé en 1984)
- Les Hunt – basse (1981), guitare (1981–1983)
- Chris Ellis – basse (1982–1983)
- Gavin Sutherland – basse (1984–1985)
- Steve Watts – clavier (1984–1991)
- John Waterhouse – guitare (1985–1992)
- Andy Dale – basse (1987–1988, 1997–2011)
- Nick Bushell – basse (1988–1991)
- Scott Crawford – batterie (1988–1991)
- Steve Brookes – guitare (1988–1992, 1997–2001)
- Mike Thomas – basse (1992)
- Paul Rosscrow – batterie, percussions (1992)
- John Cotterill – batterie, percussions (2001)
- Duncan Hansell – clavier (2001)
- Karl Finney – guitare (2003–2005)
- Tim Read – guitare (2005–2007)
- Paul Farrington – clavier (2002–2012)
- Paul Johnson – basse (2011–2012)

## Discographie
- 1981 : Night of the Demon
- 1982 : The Unexpected Guest
- 1983 : The Plague
- 1985 : British Standard Approved
- 1985 : Heart of Our Time
- 1987 : Breakout
- 1987 : Taking the World by Storm
- 1991 : Hold on to the Dream
- 1992 : Blow-out
- 2001 : Spaced out Monkey
- 2005 : Better the Devil You Know[6]
- 2012 : Unbroken
- 2016 : Cemetery Junction
- 2024 : Invincible